# Трапезундска империя
Трапезундската империя е основана през април 1204 г. и е една от трите държави наследници на Византийската империя. Създаването на Трапезундската империя не е пряко свързано със завладяването на Константинопол от рицарите от Четвъртия кръстоносен поход, доколкото самата територия се откъсва от Византия няколко седмици преди това.  Географски империята никога не е имала повече територия освен тази от южния бряг на Черно море, макар че по северния черноморски бряг има територии като Теодоро, които са свързани с нея. От самото начало на съществуването си и в продължение на два и половина века се управлява от династията на Великите Комнини. Културното и политическото влияние на Византия в Трапезундската империя се усеща силно чак до 1340-те години, макар и постепенно да отслабва.
В началото на XIII век селджуците, които се опитват да се установят на Черно море, превземат столицата Синоп с хитрост (1214 г.), като пленяват император Алексий I Велики Комнин. Трапезундската империя се признава за васал на Иконийския султанат и се задължава да изплаща ежегоден данък в замяна на защита. След смъртта на Алексий надвисва нова опасност от монголските нашествия. Пред лицето на общата опасност Трапезундската империя става близък съюзник с Иконийския султанат при царуването на Мануил I Велики Комнин. Войските на султаната, в чийто състав влизат и отрядите на неговите съюзници и васали, са разбити от монголите в Армения (1244); монголите нахлуват в Мала Азия стигат до Ангора и заставят селджуците да откупят мира с пари, а Мануил Комнин приема да плаща данък и така обезопасява владенията си от грабежите на победителите. Друга последица от монголските нашествия и падането на Багдадския халифат е прекъсването на предишните търговски пътища от Тигър и Ефрат към Средиземно море и тяхното изместване към Черно море. Трапезунд отдавна се посещава от малоазиатски, сирийски, месопотамски, руски и кавказки търговци и по този начин след падането на Багдад става средоточие на търговията между Изтока и Запада.
Трапезундската империя продължава да съществува до 1461 г., когато е покорена от османците.
Майката на първия османски халиф Айше или Гюлбахар хатун, е родом от Трапезунд.

## Наследници на империята
Трапезундската империя е една от историческите държави, наред с Епирското деспотство и Никейската империя, образувани след 1204 г. в Мала Азия и западните части на Балканския полуостров, когато византийската столица Константинопол пада под властта на кръстоносците от Четвъртия кръстоносен поход. Те създават Латинската империя и подвластното им Солунско кралство. Останалата част от Византия е разпокъсана.